# Kanton Le Bar-sur-Loup
Kanton Le Bar-sur-Loup (fr. Canton du Bar-sur-Loup) je francouzský kanton v departementu Alpes-Maritimes v regionu Provence-Alpes-Côte d'Azur. Tvoří ho 10 obcí.

## Obce kantonu
- Le Bar-sur-Loup
- Caussols
- Châteauneuf-Grasse
- Courmes
- Gourdon
- Opio
- Roquefort-les-Pins
- Le Rouret
- Tourrettes-sur-Loup
- Valbonne